# Нимбурк (округ)
Нимбурк (чеськ. Okres Nymburk) — один з 12 округів Середньочеського краю Чеської Республіки. Адміністративний центр — місто Нимбурк. Площа округу — 850,07 км², населення становить 97 339 осіб. В окрузі налічується 87 населених пунктів, у тому числі 7 міст і 3 містечка.